# Палац Ярузельських у Княжому
Палац Ярузельських — історична пам'ятка місцевого значення в Україні с. Княже, Коломийський район, Івано-Франківська область.

## Історія
Палац був зведений родиною Ярузельських в 1919 році, Автором проекту був Роман Журовський.
Більшість приміщень палацу до 1939 р. мали меблі з ХІХ ст.
Будинок стояв у парку площею в 2 га. Розбив його парковий архітектор Вілк.
Парк, через який текла річка Млинівка, було об'єднано з фруктовим садом. В центрі саду був великий напівкруглий газон, навколо котрого бігла в'їзна алея. Палац був практично зруйнований в часи Другої світової війни.